# Инструкциони дизајн
Инструкциони дизајн (енгл. Instructional design) је теорија која даје експлицитни водич који помаже бољем учењу и развоју човека.
Начини учења и развоја могу бити когнитивни, емоционални, социјални, физички и духовни. Теорија инструкционог дизајна идентификује методе инструкције којима се подржава и олакшава учење, као и сутуације у којима одређени метод треба или не треба користити.
Карактеристике теорије инструкционог дизајна су методе и инструкције које могу бити подељене на више компоненти метода, које омогућавају лакше руковођење наставом и методе које су више у оквирима могућег, него у оквиру детерминизма и које укључују могућност покушаја.
На развој инструкционог дизајна утицали су Лав Виготски, Барес Фредерик Скинер, Бенџемин Блум, Жан Пијаже, Роберт Гање, Џером Брунер и други. 

## Модели инструкционог дизајна
Најчешћи модели инструкционог дизајна су:
- који чини пет фаза (Analyze, Design, Develop, Implement, Evaluate)

## Основни концепти инструкционог дизајна
Фактори који омогућавају успешну реализацију наставе у савременим условима, поред технолошког, су педагошки и организациони приступ, слика 3.1. Као и код свих претходних облика учења, и код е-учења у сам врх листе потребних услова за успех, постављају се мотивација наставника за пружање помоћи у учењу, као и мотивација ученика за учење.
Инструкциони дизајн развијен је управо као процес обликовања наставе и учења, којим се наставни материјали повезују са наставним активностима и евалуацијом (проверама знања и повратним информацијама) и треба да пружи одговоре на питања:
- Какво окружење за учење развити (коју инфраструктуру укључити)?
- Које технологије (медије и алате) изабрати?
- Како садржај организовати (наставни план и програм)?
- Како садржај презентовати (наставни материјали)?
- Које наставне активности предвидети (наставне методе)?
- Како реализовати програм у конкретним условима (имплементација)?
- Какву проверу квалитета програма предвидети (евалуација)?

Инструкциони дизајн обухвата активности које нису нове у процесу наставе. То су код традиционалних облика наставе били: израда наставног плана и програма, писање уџбеника, планирање часова у учионици... Међутим, код ових облика наставе није увек било неопходно испланирати све активности до детаља, већ се о њима уживо одлучивало. У савременим условима наставе инструкциони дизајн долази више до изражаја, због могућности избора окружења за учење и наставних активности у њима: наставне активности се овде могу реализовати on line или уживо, наставни материјали могу укључити мултимедију, интеракција може бити на различитим нивоима... Све поменуто утиче на одлуке које је потребно донети при осмишљавању процеса наставе.

## Најзаступљенији модели инструкционог дизајна
У литератури се може наћи велики број модела инструкционог дизајна, као и њихових специфичности. У примени сваког овог модела уобичајена је велика флексибилност, у зависности од конкретних услова. Следи кратак преглед најзаступљенијих модела инструкционог дизајна, који се уобичајено комбинују: 
Модел ADDIE - општеприхваћени модел инструкционог дизајна, слика 3.2, чији је назив акроним од првих слова речи на енглеском језику:  Analysis, Design, Development, Implementation, Evaluation. Ове речи управо су називи појединих фаза процеса дизајна програма за е-учење. Нема назначеног смера, међутим назив модела сугерише редослед фаза и у што ранијој фази планирање начина организације и презентовања садржаја, као и наставних активности.
Модел ADDIE одговара на питања инструкционог дизајна кроз следеће фазе:
- Анализа - дефинисање расположиве инфраструктуре и избор технологије;
- Дизајн - пројектовање наставног плана, окружења и материјала за учење;
- Развој - планирање наставних активности;
- Имплементација – реализација процеса наставе у конкретним условима;
- Евалуација - провере знања и оцењивање квалитета процеса наставе.

Модел минималистички - доста поједностављује развој процеса наставе. Овај модел на почетку има испитивање карактеристика полазника. Поред уобичајених и: познавање рачунарских технологија, коришћење програмских окружења и алата у учењу, квалитет приступа интернету... Добијени подаци генерализују се за тражену групу полазника и користе на одговарајући начин. 
Модел убрзаног прототипа - за разлику од модела инструкционог дизајна, који прописују поступно извршавање свих фаза дизајна, модел убрзаног прототипа подразумева прескакање једних и поједностављење других фаза. На прототипу се тестирају кључне карактеристике процеса наставе. Ако се појави потреба, мења се модел овако поједностављеног прототипа, а тек онда се модел проширује у изостављеним и дорађује у поједностављеним фазама. 
Модел итеративни - подразумева извршавање свих прописаних фаза у једној итерацији, а онда њихово понављање, док се не остваре потребне карактеристике процеса наставе. 
Комбинација више модела - да би се добили што бољи резултати, уобичајена
је комбинација претходно описаних модела инструкционог дизајна, слика 3.3:
- ADDIE – на првом месту, да се укључе све потребне фазе развоја,
- минималистичког – за прилагођавање полазницима од почетка,
- убрзаног прототипа – да се поједине фазе у првој итерацији (на пилот реализацијама) мање детаљно укључују, а касније разрађују,
- итеративног – да се понављају фазе, спроводи евалуација и дорада, због остваривања што бољих карактеристика процеса наставе и учења.